# Polushka

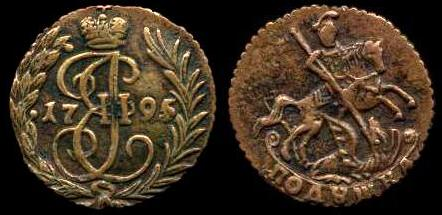
Polushka de 1795 acuñada bajo Catalina II (Catalina la Grande)

La polushka (en ruso: полушка) es una fracción del rublo equivalente a 1/400 de este o a 1/4 de kopek. Fue de uso extendido desde mediados del siglo XIX hasta finales de la década de los 10 en el siglo XX al equivaler al precio de una barra de pan en el Imperio ruso. Desapareció definitivamente en la década de los 20 del siglo XX debido a la caída del valor del rublo.